# أودون ناداش
أودون ناداش (بالمجرية: Nádas Ödön)‏ (12 سبتمبر 1891 – 9 أكتوبر 1951) لاعب ومدرب كرة قدم مجري راحل.
لعب طوال مسيرته الرياضية في أندية بودابست و33.
تولى تدريب منتخب المجر في 17 مباراة حيث حقق الفوز في 7 مباريات وتعادل في مباراتين وخسر في 8 مباريات (1932-1934). قاد منتخب المجر في بطولة كأس العالم 1934 في إيطاليا حيث خرج من الدور الربع النهائي.

## روابط خارجية
- أودون ناداش على موقع قاعدة بيانات كرة القدم.إي يو (الإنجليزية)
- أودون ناداش على موقع Soccerway.com (الإنجليزية)
- أودون ناداش على موقع عالم كرة القدم.نت (الإنجليزية)